# Hotepheresz bútorai
Az ókori egyiptomi I. Hotepheresz királyné (IV. dinasztia, i. e. 27.–26. század) bútorait 1925-ben találta meg George Andrew Reisner a gízai nagy piramis egyik mellékpiramisa közelében, egy veremsírban, ahová még az ókorban költöztették át, miután eredeti, dahsúri sírját kirabolták. Korábban ebből a korból sem érintetlen sírt, sem bútorokat nem találtak. A bútorok a királyné palotájából származnak, és Hotepheresz férje, Sznofru, valamint fia, Hufu idejében készültek. Teljes leírásuk a régészeknek 305 munkanapjába telt, 1701 oldalnyi szöveg és rajz, valamint 1057 fénykép készült róluk. A rekonstruált bútorok jelenleg a kairói Egyiptomi Múzeumban tekinthetőek meg.

## A hordszék

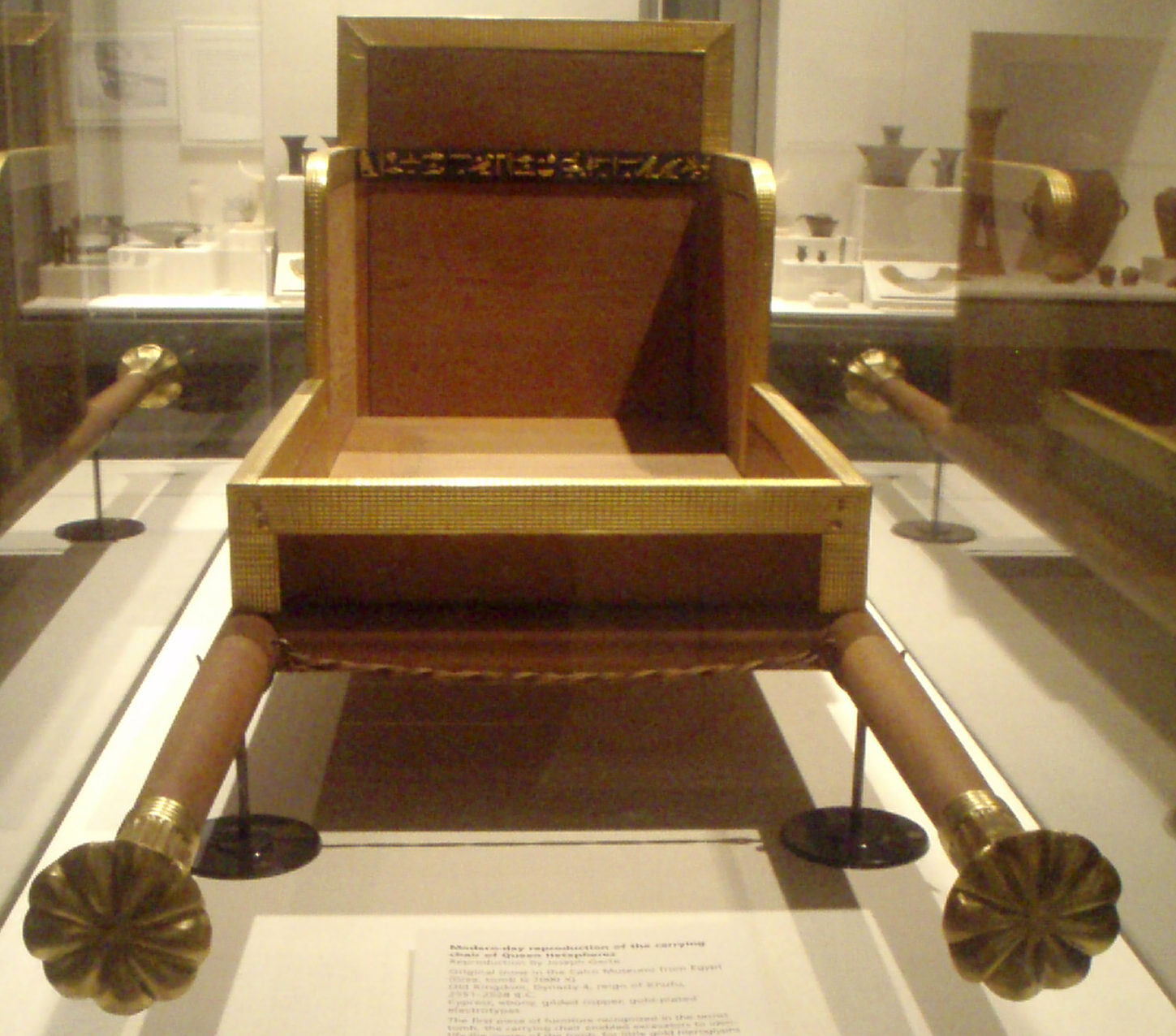
A hordszék

Az első rekonstruált tárgy az arany és ébenfa hordszék volt. Keretét és a tartórudak végét vastag aranylemez borította, de nagy része díszítetlen fa volt. Farésze jobb állapotban megmaradt, mint bármi más, a sírban talált leleté: az egyik lapja és az aranyozáson belül található fa egészben fennmaradt, bár eredeti méretének körülbelül egyhatodára zsugorodott. Az aranyozás alatt talált fa vizsgálatával kiderült, hogy az aranyat díszítő gyékényfonatmintát először a fába faragták bele, az aranylemezt erre kalapálták rá, hogy átvegye a mintát. A lapokat csapokkal és furatokkal illesztették össze, ezután szétszedték és lefedték aranylapokkal, melyek szélét ráhajtogatták a falapok szélére. Ezután illesztették a széket végleg össze a faszögekkel, ehhez lyukakat kellett vágni az aranyozásba. A szögeket arannyal fedték le, ez kívülről úgy nézett ki, mintha maguk a szögek lennének aranyból. A széket az olyan apró részletek megfigyelésével sikerült rekonstruálni, mint például a fadaraboknak az aranyon hagyott mintázata.
A háttámlán aranylemezen a királyné neve és címe található hieroglifákkal, többek közt a királyi származására utaló „az isten vér szerinti leánya, Hotepheresz” felirat, illetve a „Felső- és Alsó-Egyiptom királyának anyja” cím, utóbbi azt mutatja, a hordszék már Sznofru halála után, Hufu uralkodása alatt készült.

## A karosszék

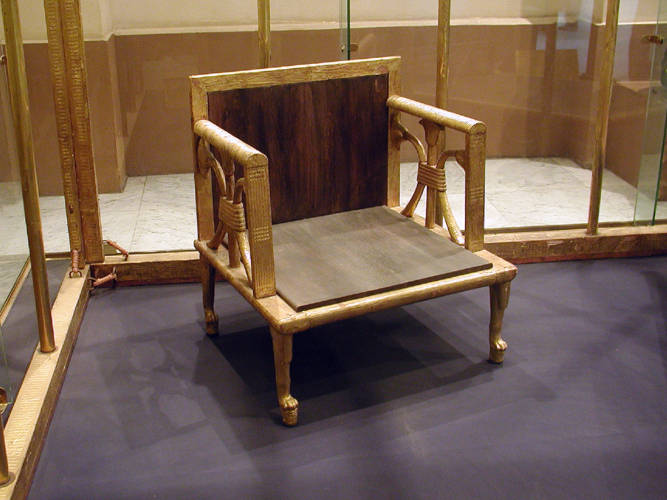
A karosszék

A karosszék fája teljesen elkorhadt, de szerencsére aranylemezei nagyjából vízszintes felületre estek, így nagyjából sorban feküdtek és a mintázat rekonstruálható volt. Aranyozása vékonyabb lemezekből állt, mint a hordszéké. Csak a karfa volt igazán díszes, három, összekötözött papiruszvirágból állt a mintázat. Az aranyborítás itt is a szék végleges összeállítása előtt került a fára, így lyukakat kellett vágni bele a szögeknek, és az egymásnak feszülő részek nyomása is nyomot hagyott az aranylemezeken, azonkívül ahol az illesztéseknél több aranylemez került egymásra, ott az alsó fényesebb maradt, így a hiányzó faelemek nélkül is sikerült rekonstruálni a bútort.
A széklábakat oroszlánláb formájúra faragták, ez bizonyult a legnehezebb feladatnak a régészek számára, de egyikük rájött, hogy az aranylemez tenyérben tartva felveszi azt a formát, amire eredetileg kalapálták.
A karosszék igen tágas egy akkora méretű embernek, amekkora Hotepheresz lehetett hordszékéből és bokaperecei méretéből ítélve. Használatakor minden bizonnyal párna is volt rajta.

## Az ágy
Az ágy rekonstrukciója nem bizonyult nehéznek, mert aranylemez-borítása vastagabb volt a karosszékénél (bár vékonyabb, mint a hordszéké), négy, oroszlános lába és a négy kör alakú gomb az oldalrudak végén jó állapotban megmaradt, és az aranyozás alatt a famaradványokat is megtalálták. Itt is az aranyba fúrt lyukak és az egymásra kerülő aranylemezek lenyomata segített a rekonstrukcióban.

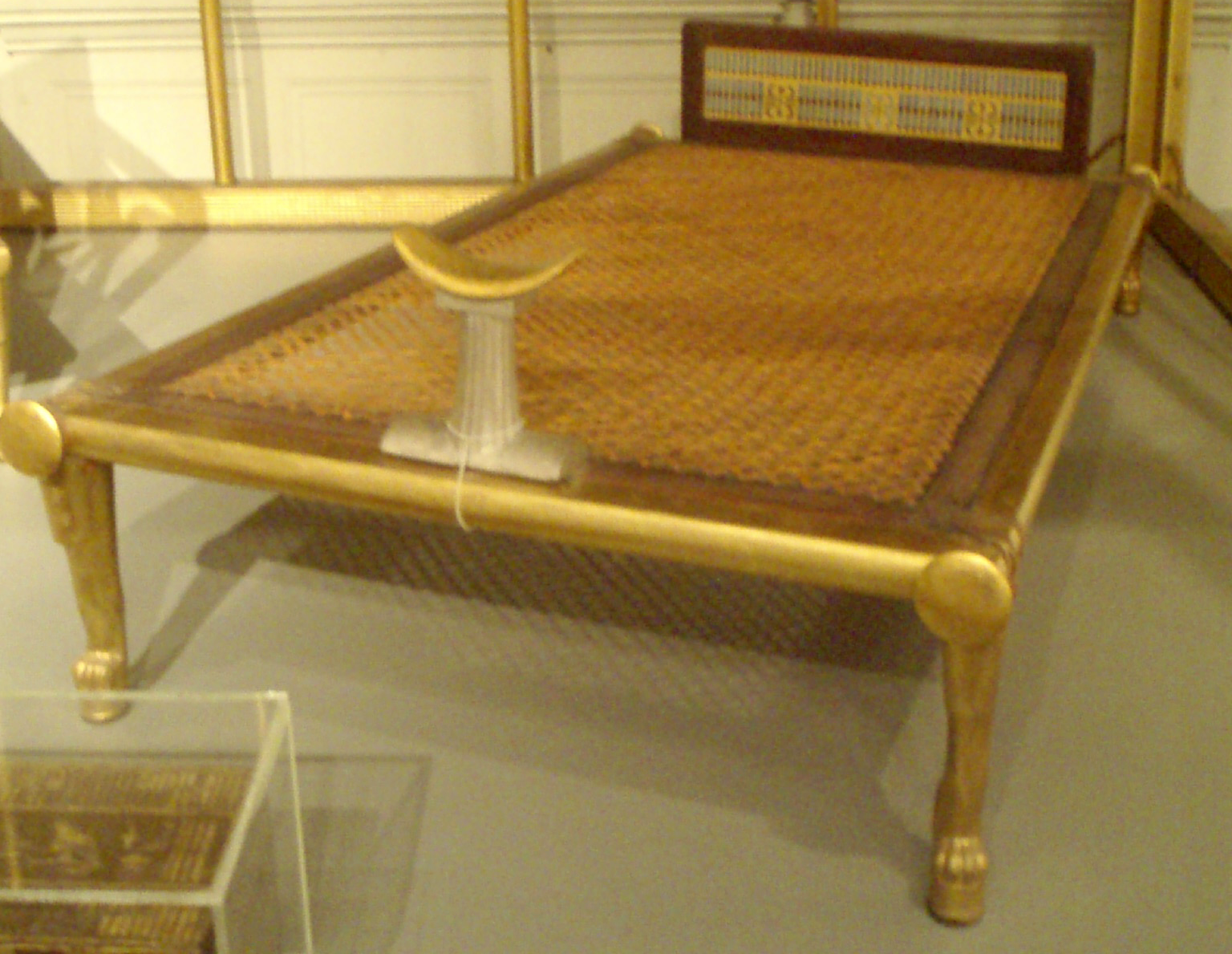
Az ágy

Az ágy támláját már az ókorban levették, amikor Hotepheresz eredeti dahsúri sírjából az új, gízai sírba vitték. Itt az ágyat egyszerűen ledobták a sírverem nyugati oldalán egy halom kő- és cserépedényre, lábrészével felfelé. Az ágy lapja, amin a matrac volt egykor, fejjel lefelé kicsúszott és így korhadt szét, a támla, amit nekitámasztottak, előreborult, és miközben elkorhadt, az arany- és fajanszberakással kialakított mintázat gyakorlatilag egyben megmaradt a földön.
Az ágy széles és meglehetősen rövid (az ókori egyiptomiak átlagmagassága jóval alacsonyabb volt az átlag mai emberénél). Az ókori egyiptomi ágyak jellemzően lejtettek, lábrészük alacsonyabban volt a fejrésznél, és a támla sem fejtámla volt, hanem a lábnál helyezték el, hogy megakadályozza a matrac lecsúszását. Hotepheresz ágyának lábtámláját rézzel szegélyezett nyílásokba csúsztatva erősítették az ágyhoz, díszítése arany háttéren kék és fekete fajanszberakással virág- és tollmintázat. Ehhez az ágyhoz is tartozott fejtámasz, melyet az egyiptomiak párna helyett használtak. Az ágy a királyné hálószobájában függönyöket tartó baldachin alatt állt, melyen férje, Sznofru nevét és címeit írták, így a hálószoba berendezését ő adhatta feleségének.

## A baldachin
Hotepheresz baldachinja az egyetlen teljes, épségben fennmaradt hasonló berendezési tárgy az Óbirodalom idejéből. Dzsószer piramisának déli határfala közelében hasonlót találtak egy sírban, de annyira rossz állapotban, hogy nem lehetett rekonstruálni. A baldachin körülbelül tizenöt perc alatt felépíthető, illetve lebontható, és valószínű, hogy a teljes berendezéssel együtt kísérte a királynét, amikor a királyi udvar egyik városból a másikba költözött.

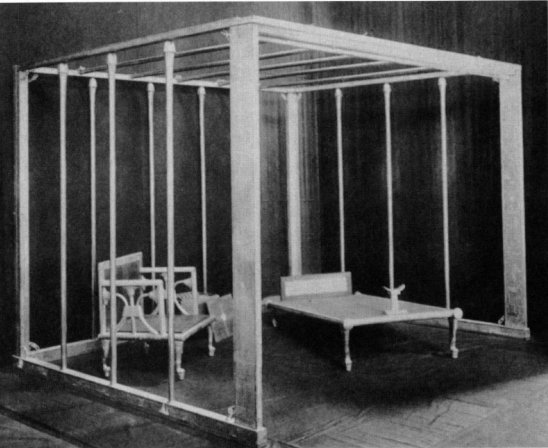
A baldachin

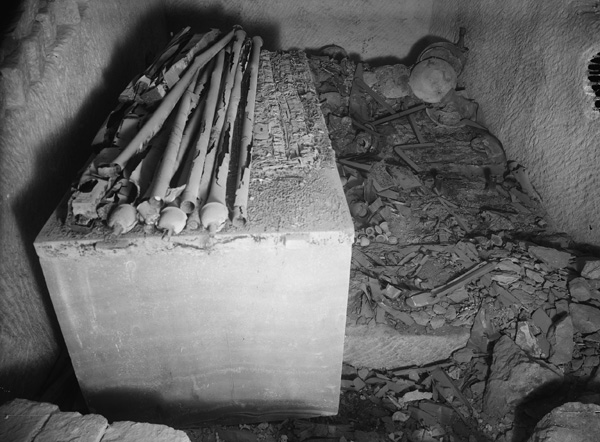
A baldachin elemei megtalálásukkor

A baldachin három, a földön fekvő gerendából áll, négy függőleges tartóoszlopból és tíz vékonyabb tartórúdból, az ezeken nyugvó, négy gerendából álló keretből, és öt, a baldachin tetején függönyt tartó rúdból. Anyaga valószínűleg libanoni cédrus, melyből a palermói kő tanúsága szerint Sznofru negyven hajórakománnyit hozatott Egyiptomba, és egy hajót, valamint palotája ajtóit is ebből készíttette. Az egész 3,2 méter hosszú, 2,5 m széles és 2,2 m magas. A felső gerendákon mind a négy oldalon kis kampók vannak, melyekre felakaszthatták a vászonfüggönyt; a földön fekvő alsó gerendákon szintén kampók voltak, melyekbe a függöny alját beakaszthatták, kivéve az egyik oldalon, ahol be lehetett menni a baldachin alá. A „bejárat” két oldalát képező tartóoszlopokon Sznofru neve és címei olvashatóak: „A Hórusz Nebmaat, a nagy isten – élet, üdv [kétszer], egészség [kétszer] –, Felső- és Alsó-Egyiptom királya, a két korona ura, Nebmaat, az Arany Hórusz, Sznofru [kártusban], a hpt [-ünnep?] ura, az Arany Hórusz, ki első az istenek helyén, örökké.” Valószínűleg felül is függöny borította. Ez alatt a baldachin alatt állt a királyné ágya, ahogy az korabeli ábrázolásokból látszik.
A baldachin szétszedve feküdt a sírban, nagy része a királyné alabástromszarkofágján vagy mögé esve. A fa nagy része gombáknak esett áldozatul, de az aranylemezes borítás szinte tökéletesen megmaradt. Az egyes darabokat egykor rézzel megerősített vájatokba illesztett faszögek tartották össze, a négy saroknál még rézgyűrűket is erősítettek a fába, hogy a beléjük fűzött kötelekkel stabilizálhassák a szerkezetet. A rekonstrukciónál ezeket rossz állapotuk miatt újakra kellett cserélni.
A baldachin volt a berendezés utolsó darabja, amit a régészek rekonstruáltak, miután először egy feleekkora modellen kikísérletezték az összeállítást. Az ókori mesteremberek a faelemek elkészítésével kezdték a munkát, belefaragták a feliratokat és a szőnyegfonatmintát, amelyet később a rákalapált aranylemez is átvett. A faragás előtt vagy után vághatták bele a vájatokat, majd ezután a köteleket tartó rézgyűrűket is beillesztették. Ezután a fára fektették és rákalapálták a különböző vastagságú aranylemezeket, a hieroglif feliratok apróbb részleteit utólag egy éles eszközzel alakították ki. A réz tartógyűrűknél az aranylemezt átvágták, hogy átcsúsztathassák rajta a gyűrűt, majd kis aranylemezdarabkával elfedték a vágást. A favájatokba beleillesztették a rézborításokat és kis rézszegekkel odaerősítették őket. A hosszú gerendák aranyozása a legtöbb helyen egyetlen darab aranylemezből állt, bár két esetben két aranylemezből állították össze, például a hátsó padlógerendát, amit vékonyabb arany borított és viseltesebbnek is tűnt a többinél. Ezután felerősítették a kampókat. A tíz vékonyabb tartórúd aranyból készült cső. Az egyik vékonyabb felső tartórúd valamikor eltörhetett, egy ráhúzott rézcsővel javították meg, majd vékony aranyozással borították.
A bejárat fölötti gerenda két részből áll, a felső négyszögletes, két végén L alakban végződik, alatta egy körkörös átmérőjű rúd, amit tiplikkel és rézgyűrűkkel erősítettek hozzá. A két hátsó tartóoszlop mindkettő két-két gerendából áll, mindkettőt arany borította még azon a részükön is, amellyel egymásnak voltak illesztve. Ezeket a gerendákat hosszú szegekkel rögzítették össze, amelyeknek a kiálló részét hosszúkás bogár formájúra faragták (ez a forma amulettekről is ismert a korszakból). Ezeknek a tartóoszlopoknak a hátulján három-három nagy fémgyűrű található, melyek funkciója nem ismert, talán a szoba falához erősítették vele a baldachint.
A sírkamra megnyitásakor a szarkofág és a baldachin mellett egy arannyal és fajanszberakással díszített lapos fadobozt találtak. A 159,5 cm hosszú, 23,5 cm széles, 20 cm magas doboz megtalálásakor már rég barna porrá omlott, de tetejének és oldalainak aranylemez-borítása megmaradt, ez volt az első tárgy a sírban, melyen megtalálták Sznofru nevét. A láda már üresen került a sírba, de a körben a fal mellé állított hasonló ládákban jó minőségű vászon maradványait találták, valószínűleg ez a láda is erre a célra készült, mert ahhoz túl kicsi, hogy a matrac lehessen benne. Úgy tűnik, Hotepheresz eredeti, dahsuri sírjába felállítva került a baldachin, és csak a Gízába költöztetéskor szedték elemeire; a függönyök, melyeket valószínűleg sírrablók téptek le, dobozokba helyezték a költöztetéskor. Az egész sírban csak ezen a ládán és a baldachinon szerepel Sznofru neve, a többién Hotephereszt anyakirálynéként említik, tehát már fia uralkodása alatt készültek. Magának Hufunak a neve csak a sírban talált különféle edények és a kanópuszokat tartó láda pecsétjén szerepel.

## Az ékszeresládika
A fa ékszeresdoboz tetején jobboldalt a „Felső- és Alsó-Egyiptom királyának anyja, Hotepheresz”, baloldalt a „Deben-gyűrűket tartalmazó doboz” felirat állt; utóbbi nehezen olvasható, ezért egy írnok utólag még fekete tintával is ráírta, hogy „deben-gyűrűk.” A doboz teljesen szétkorhadt, de a helyszínen történt alapos vizsgálat azt mutatja, csak a bokaperecek voltak benne.
A doboz külsejét az alját leszámítva minden oldalán aranylemez borította, belül teljesen lefedték az aranylemezek, alját és fedele alját is. Ezek méretéből a ládika méretét és a falemezek vastagságát teljes pontossággal rekonstruálni lehetett. Fedelének belső szegélyét jobb- és baloldalt lekerekítették. Tetején elefántcsont gomb volt, de ez annyira tönkrement az idők folyamán, hogy a helyreállításkor újra cserélték.
A ládikába helyezett húsz (két sorban tíz-tíz) ezüst bokaperec mindegyikét berakással díszítették, négy szitakötőfigurával és köztük négy karneollal. Maguk a szitakötők karneolból, türkizből és lapis lazuliból készültek, szárnyaikhoz az ékszerész két kisebb szárnyat is hozzáadott, hogy félkört formáljanak. Az egyik sorban fekvő ékszerek egy része menthetetlenül tönkrement. A szebben fennmaradt sorban megtalálták annak a farúdnak a maradványát is, melyre felfűzték a bokapereceket, ezt két végén kör alakú, aranyozott fa zárta le, a nagyobbik körnek az alján nem volt aranyozás, a kisebbik pedig levehető volt. Ebből sikerült rájönni, hogy mikor kivették az ékszereket a ládikából, a függőlegesen felállított rúdra helyezve tartották őket. Mikor a ládikába voltak helyezve, a két ékszertartó rúd valószínűleg valamiféle kereten feküdt, hogy a bokaperecek ne ütközzenek a láda aljába.
A ládika alatt különféle arany- és réztárgyakat találtak, köztük kanalat, tűt, az Ó- és Középbirodalom idején használt típusú borotvapengéket (két arany-, öt rézborotva) és korábban ismeretlen formájú, négyszögletes késeket (három arany-, négy rézkés), melyek mind a négy széle élezett volt. A fém mellett olyan kovakő késeket és borotvákat is találtak a sírban, amilyenek az előző dinasztiák idejéből kerültek elő. Az ókori Egyiptomban a sírba helyezett tárgyak két részre oszthatóak: amelyeket a halott még életében gyakran használt, és ceremoniális tárgyak, melyek direkt temetkezési kellékként készültek, ezek többnyire olyan tárgyak voltak, melyeket a mindennapi életben már újabb, modernebb változat váltott fel.